# (500565) 2012 UP61
(500565) 2012 UP61 es un asteroide que forma parte del cinturón interior de asteroides descubierto el 5 de octubre de 1999 por el equipo del Lincoln Near-Earth Asteroid Research desde el Laboratorio Lincoln, Socorro, Nuevo México, Estados Unidos.

## Designación y nombre
Designado provisionalmente como 2012 UP61.

## Características orbitales
2012 UP61 está situado a una distancia media del Sol de 1,878 ua, pudiendo alejarse hasta 1,962 ua y acercarse hasta 1,793 ua. Su excentricidad es 0,045 y la inclinación orbital 21,90 grados. Emplea 940,074 días en completar una órbita alrededor del Sol.

## Características físicas
La magnitud absoluta de 2012 UP61 es 18,3. 